# Aciua
Aciua – wieś w Rumunii, w okręgu Satu Mare, w gminie Pomi. W 2011 roku liczyła 138 mieszkańców. 